# Ghakhar Mandi
Ghakhar Mandi (Urdu: گکھڑ) ist eine Stadt im Bezirk Gujranwala in Pakistan, die zwischen Wazirabad im Nordwesten und Gujranwala im Südosten liegt. Sie liegt im Zentrum von 33 Dörfern und beherbergt das zweitgrößte Stromnetz Pakistans.

## Wirtschaft
Ghakhar Mandi ist berühmt für seine handgefertigte Industrie und Fußmatten. Es ist auch für die Produktion von Reis und Weizen bekannt. Es ist auch die Heimat eines historischen Bahnhofs. Die älteste Straße Asiens, die Grand Trunk Road, die vor fast 500 Jahren von Sher Shah Suri gebaut wurde, führt durch die Stadt.

## Bekannte Personen
- Qamar Javed Bajwa (* 1960), ehemaliger Stabschef der Armee Pakistans[1]
- Afzal Baig (* 1984), Leichtathlet
- Rafiq Tarar, ehemaliger Präsident Pakistans